# 鉄道信号機

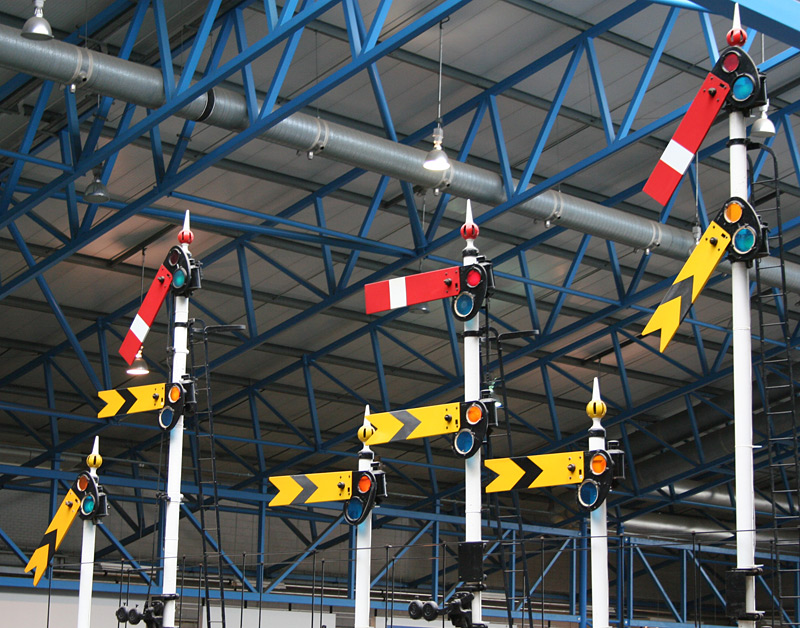
ヨーク・イギリス国立鉄道博物館に展示されている腕木式信号機

鉄道信号機（てつどうしんごうき）英語 railroad signalは、鉄道の線路脇に設置されて前方の状況を運転士に伝える装置である。信号機は、運転士に列車が安全に進行できる速度を指示し、または停止を指示する。運転士は信号機の現示を確認してそれに従って運転を行う。

## 信号機の用途と設置位置
信号機は下記の指示を現示する。指示は複数の組み合わせであることもある。
- 路線前方（閉塞区間）における列車の在線状況
- 列車が進行してよいかどうか
- 分岐器が正しく開通しているかどうか
- どの進路が開通しているか
- 次の信号機の現示状況
- 列車の運行順序

信号機は下記のような場所に設置される。
- 閉塞区間の先頭
- 分岐器や跳ね橋のような可動物の手前
- 他の信号機の手前
- 踏切の手前
- プラットホームやその他列車が停車する必要のある場所の手前
- 連動駅

鉄道路線は通常、信号機が連続的に設置されて制御されている。複線では通常、列車の進行方向が1方向に限定されるため、信号機の向きも1方向に向けて設置される。単線並列の区間では、両方の線路に双方向に信号機が設置される。側線や留置線・車両基地・操車場内での列車は信号機で制御されないが、車両基地や操車場と本線の出入り線などは制御されることが多い。

## 現示と指示

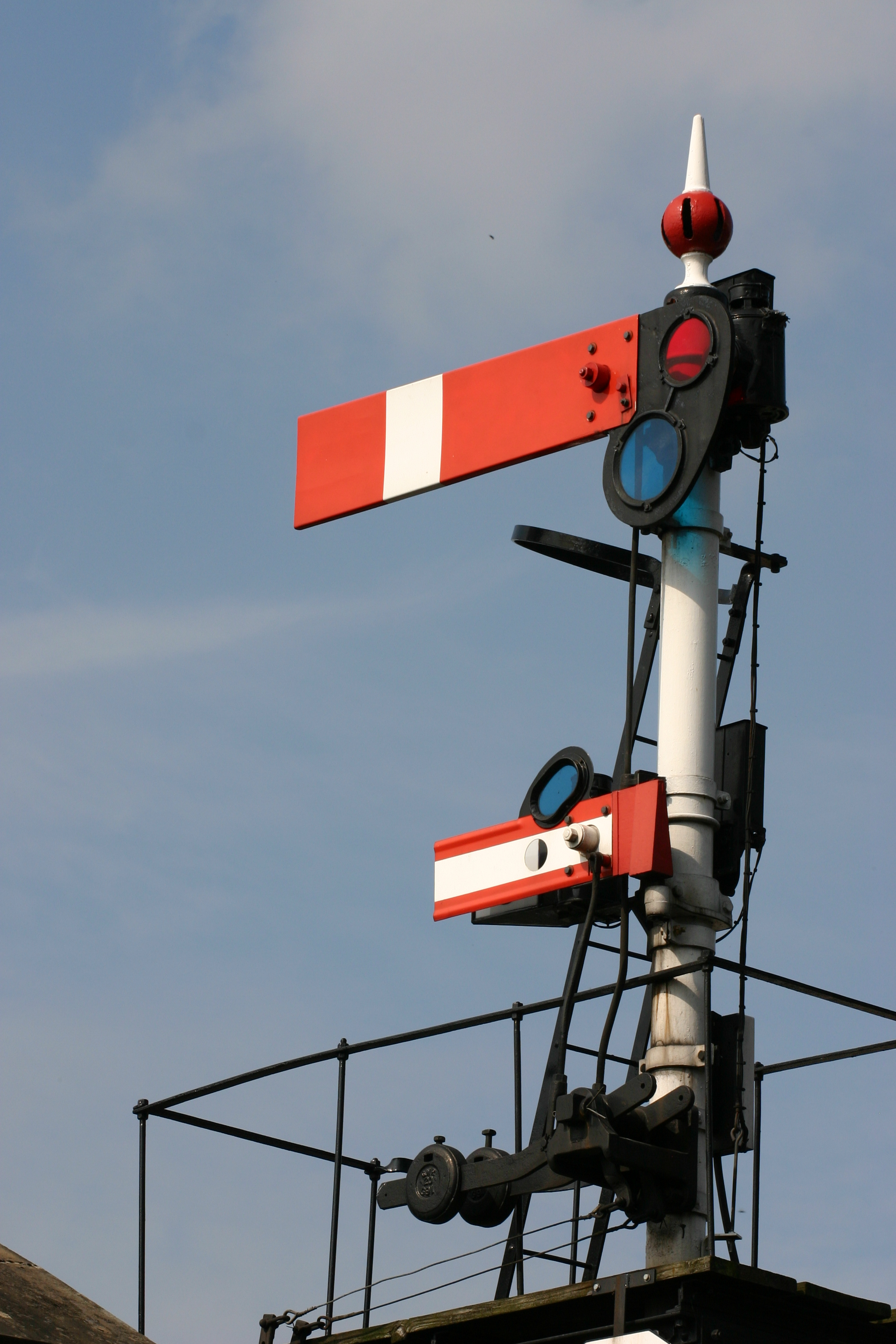
イギリスの腕木式信号機、従属信号機付き

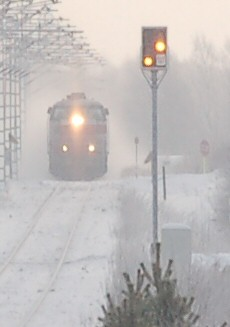
フィンランドのMuhos駅西側にある遠方信号機。その先の信号機が停止であることを現示している。後方の列車は駅を出発する急行81列車。

現示とは、信号機の見た目、表示状況であり、指示とは現示が意味する内容を指す。日本ではルートシグナルとスピードシグナルを兼ねて現示するのに対し、アメリカでは、信号機の指示に慣習的な名前が付けられており、例えば"Medium Approach"とは「中くらいの速度を超えずに前進して、次の信号機での停止に備える」という意味である。歴史的に鉄道事業者によりそれぞれ異なった意味が同じ現示に対して与えられているため、合併によって誕生した現代の鉄道事業者では、地域ごとに信号現示の解釈規則が異なることも珍しくない。
色灯式の信号機において、各灯火の色が全体の灯火組み合わせに包含されているという点は重要である。例えばアメリカにおいては、進行現示として赤の灯火の上に緑の灯火を表示するものが多い。この場合、赤の灯火は停止現示を意味するのではなく、現示の組み合わせ要素であるに過ぎない。灯火が消灯している場合など、現示が完全に表示されていない場合には、表示されているものから推測しうる最も制限の厳しい指示と受け取られる。
信号機は、設置されている位置から先の区間において、列車の動きを制御する。また、前方に設置されている信号機の状態に関する情報を伝える。信号機は、前方の分岐器や線路の区間を「防護する」(protect) と呼ばれる。前方の (ahead of)、という言葉はしばしば誤解を招くため、公式には外方 (in rear of)、内方 (in advance of) という言葉が用いられる。列車が信号機によって停止している時、その列車は信号機の外方におり、信号機によって防護されている区間（閉塞区間）が内方である。
信号機には絶対信号機 (absolute signal) と許容信号機 (permissive signal) の区別がある。絶対信号機では停止現示が出ている時にはそこから前進することは許されないが、許容信号機では停止現示が出ていても、手前で一定時間停止した後、低速で前進することが許されている。さらに、許容信号機の中には勾配信号機 (grade signal) として指定されるものがあり、この場合は停止現示でも列車は実際に停止せずに、いつでも停止できる程度の速度に落としてそのまま前進することが許される。これは重量貨物列車など、上り勾配区間で一度停止してしまうと再発進が困難な列車に対応するために設けられている規定である。連動装置によって制御されている信号機は一般的に絶対信号機であり、在線状況によって自動的に現示が変化するような信号機は一般的に許容信号機である。
運転士はどの信号機が自動的に現示変化するものであるかに注意を払う必要がある。イギリスでは、そのような信号機には黒い水平線を引いた白い四角の板が取り付けられている。そして、そのような信号機で停止現示に遭遇した場合、列車無線や信号機に備えられている電話で信号扱手と連絡を取ることができなければ、運転士の権限で先へ進むことができる。しかしながら、連動装置で制御されている信号機や準自動変化の信号機（黒い水平線の上に"semi"と書かれている）では、運転士だけの判断で進行することはできない。
自動車の信号機と違い、表示は運転士のためだけに行っている場合がある。このため、編成が長い列車の場合、乗客や外から見ている人には信号無視に見えるが異常では無い。(閉塞されるため先頭車両が通過するとその編成が残っていても赤信号となる。この赤信号は次の編成の為の信号である)

## 信号機の形式
信号機は、現示の表示方法と、線路に対する設置方法で分類できる。

### 機械式信号機

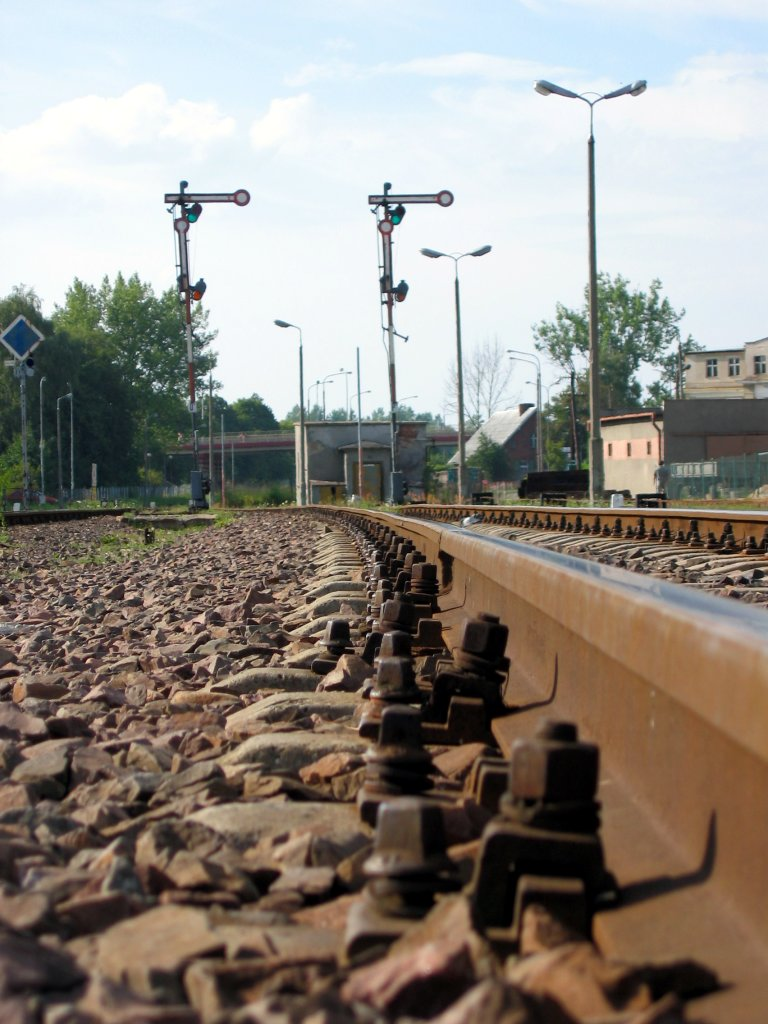
ポーランド、コシチェジナにある腕木式信号機

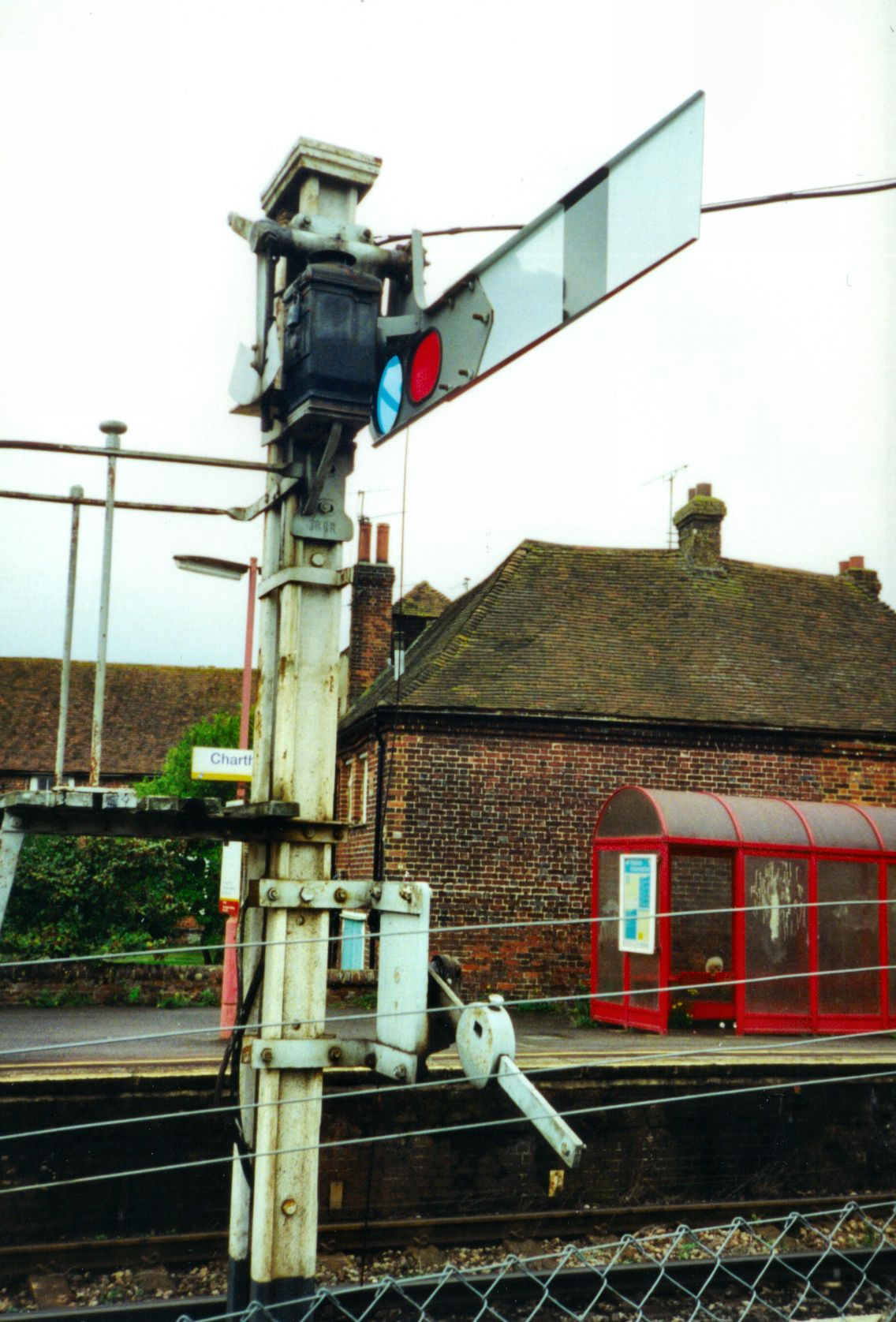
イギリスの腕木式信号機、かつてのイギリス国鉄サウス・リージョン (South Region) のもの

最も古い形の信号機では、現示は信号機の一部分が物理的に動くことで行われた。最初期のものは、運転士から見えるように正対して向けるか、運転士から実質的に見えないように線路に平行して向けるか、回転させることのできるボードであった。
腕木式信号機は1840年代にジョセフ・スティーヴンス (Joseph James Stevens) によって特許が取得され、間もなく広範囲で使われる機械式信号機となった。
腕木式信号機の腕は、異なる角度に回転する腕と、色つきレンズによって構成されている。通常は、これらの2つの部品が1つに構成されて一緒に回転するが、例えばソマーサルト信号機のように腕の中央部分を支点に回転するようになっていて、レンズと腕が分離している方式の信号機もある。腕木が水平に突き出している状態が最も制限的な現示に対応し、それ以外の角度になっている時は、より制限のない現示を意味している。
腕木式信号機には下動作式のものと上動作式のものがある。制限が少ない現示になるにつれて、下動作式では腕が下に回転し、上動作式では腕が上に回転する。どちらの方式でも2現示または3現示を用途に応じて表示できる。アメリカの信号機では腕が下に下がった状態が進行である。インドでは真横に腕が出ている状態を"Die"、上か下に回転している状態を"Do"と呼んでいる。
夜間に列車を運転できるようにするために、信号機にはライトが備えられている。通常は、常に点灯しているオイルランプと、その前で動作する色つきレンズの組み合わせで、外から見た光の色を変えられるようにしている。このため、運転士は昼間の現示と夜間の現示を組み合わせて覚える必要がある。
色や腕の形を信号機の種類や表示できる現示の種類に応じて変えることは一般的に行われている。よく見られる方式は、赤い方形の腕を場内信号機に、黄色い魚尾状の腕を遠方信号機（通過信号機）に用いるものである。三番目の種類の、遠方信号機とは逆側に矢印状の腕を出した信号機もあって、「一旦停止した後制限速度で進行」という現示に用いられることがある（重貨物列車などに対してはしばしば一旦停止も免除される）。
初期には、腕木式信号機はリンク機構により制御されていた。信号扱所にてこが設置されており、てこからリンク機構により繋がっている分岐器と信号機を動かしていた。また電動機や油圧によって駆動されるものもある。信号機はフェイルセーフに設計されており、駆動する動力が失われたりリンク機構が破損したりすると、重力により腕が水平の位置に移動するようになっている。下動作式の信号機では、この動作を実現するためにはカウンターウェイトが必要であり、上動作式の信号機の方が広まる理由となっていた。
機械的な信号機は色灯式信号機に置き換えられたり、場合によっては路側に信号機を必要としない信号システムに置き換えられたりして、次第に消滅しつつある。
緑の灯火は安全側の現示とすることが一般的であるものの、歴史的にそうであったわけではない。鉄道の信号の歴史のごく初期では、進行に白が、停止に赤が使用されており、当初は緑は注意の現示であった。しかしながら、時隔法の使用が中止された時に緑は用いられなくなった。緑はその後白の進行現示を置き換えるようになった。これは、停止現示であるはずの赤のライトの色つきレンズが破損すると、運転士に白（進行現示）であると誤解させる恐れがあったためである。黄が注意に使用されるようになったのは、コーニング社が緑や赤の色合いを含まない完全な黄のガラスを発明してからのことである。

### 色灯式信号機

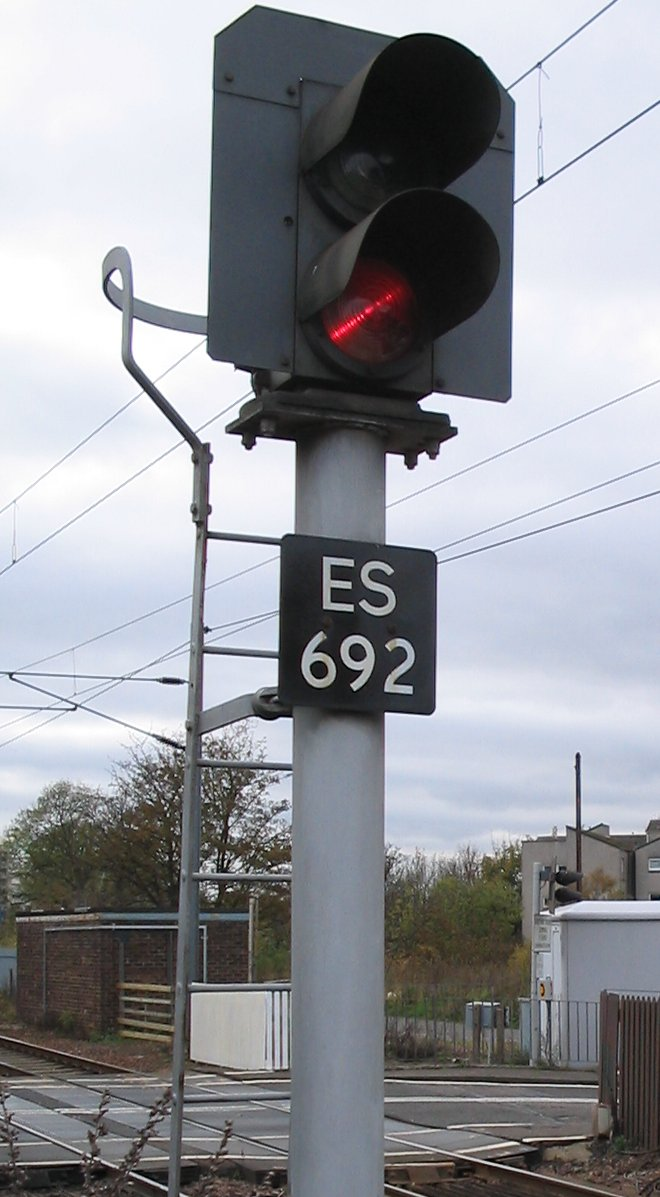
イギリス・ネットワーク・レールの2現示式色灯信号機、停止現示になっている

電球の導入によって、日中でも十分視認できる明るさの色のついた光を出すことができるようになり、多くの鉄道事業者で色灯式信号機への移行が行われた。
頭部 (signal head) は信号機の現示を行う部分で、多数の現示を行う信号機では1つの信号機で複数の頭部を持っていることもある。信号システムによっては、単一の頭部に補助灯火を組み合わせることで、基本現示からの意味の変化を持たせることもある。
色灯式信号機には2つの形態がある。よく用いられている形態は複数灯火式のもので、電球とレンズが、交通信号機のようにそれぞれの色別に分離している。通常、ひさしがそれぞれの灯火に取り付けられて、外部から日光が差し込んで現示を誤解させることを防いでいる。また、色つきのフレネルレンズが使われて、光を集中させるようになっている。ただし、反射材は日光を反射させて誤認を招くため普通は使わない。灯火は垂直に並べられるか、三角形に配置され、通常は緑が一番上、赤が一番下に配置される。3現示以上の信号機では、色の組み合わせ表示のために複数の頭部を持っていることもある。
サーチライト式信号機も、あまり一般的ではないが用いられている。各頭部に1つだけ電球があり、ソレノイドにより色つきレンズ（ラウンデル roundel）が電球の前に動かされて現示を行う。この方式では日光により色を誤認する恐れがないので、レンズと反射材を一緒に使用する。正しく表示するには慎重な調整が必要である。3現示以上の表示には、複数灯火式と同様に複数の頭部を使うことが多い。サーチライト式信号機は、機械装置にとって条件の悪い場所に可動部を使わなければならないという短所があり、定期的なメンテナンスが必要となる。イギリスで現在でもサーチライト式信号機が用いられている場所としては、コルチェスター (Colchester)  - クラクトン (Clacton) 線が挙げられる。
この方式の変形として、セーフトラン・システムズ社 (Safetran Systems Corporation) のユニレンズ (Unilens) がある。ユニレンズでは、3つまたは4つのハロゲンランプと反射材が組み合わされ、カラーフィルターから光ファイバーを通り、レンズの焦点で一まとめにされている。これにより従来型のサーチライト信号機の仕組みでは不可能であった、単一の頭部で4つの異なる色を出す（通常は赤・黄・緑・白）ことができるようになった。
さらに、高輝度の発光ダイオード (LED) が出現したことにより、1995年1月に発生した阪神・淡路大震災の復旧には電球・レンズ・反射材の組み合わせの代わりに、大阪駅 - 神戸駅間でLED信号機が実用化された。LEDはよりムラのない光を出し、低消費電力で、10年以上にも及ぶ長い寿命を持っており、長期的なコスト削減に繋がる。1つの灯火用の穴に様々な色のLEDを設置してどの色でも出せるようにするということも行われており、それゆえに現代のサーチライト式信号機とも呼ばれている。
多くの色灯式信号システムでは、電球や機構の故障を検知する回路を備えており、故障した際に現示をより制限的なものに切り替えるようになっている。接近表示 (Approach lighting) 式の信号機では、列車が実際に接近してくるまで点灯しない。これは複数の信号機が設置されている場所でどの信号機を視認すればよいか確実にするとともに、電球の寿命を延ばすために行われている。
イギリスでは、ほとんどのフィラメント方式の色灯信号機で2本のフィラメントを使用している。メインのフィラメントが切れると、自動的に予備のフィラメントが使われると共に、メインのフィラメントが切れたことが技術者に（信号扱手にではなく）通知され、電球の交換の手配が行われる。両方のフィラメントが切れると消灯するが、この場合には信号扱所にいる信号扱手にも通知される。
信号機の現示方式は、国によって大きく異なり、同じ国の中でも鉄道会社によって大きく異なることさえあるが、典型的な現示は以下の通りである。
- 緑: 路線の最高速度で進行。次の信号機は緑か黄。
- 黄: 注意。次の信号機が赤であることに備える。
- 赤: 停止。

色灯式信号機で、機械式信号機の夜間のライトと同じ現示を使用している鉄道会社もある。
信号機の二重化も、腕木式信号機の時代に倣って採用されていることがある。2組のライトが点灯しており、上のライトがその信号機の現示を、下のライトが次の信号機の現示を中継している。下に小さなランプを併設していることがあり、これは徐行を継続する指示である。
二重信号機は以下のような指示を表す。
- 緑と緑: 進行。
- 緑（上）と黄（下）: 次の信号機は緑（上）と赤（下）である。注意。
- 緑（上）と赤（下）: 次の信号機は停止現示である。注意。
- 赤と赤: 停止して待機。
- 赤と赤（小さなランプが点灯）: 25km/h以下で徐行。

### 灯列式信号機
灯列式信号機は灯火の色ではなく位置で意味を表す信号機である。点灯している全て同じ色（白）の灯火のパターンで現示が構成され、進路表示などに用いられる。直進進路は明示的に表示されない場合もある。地上付近に設置される信号機（主に入換信号機）では、水平に2つの灯火が点灯した時に停止を、斜め45度に2つの灯火が点灯した時に進行を意味している。灯火は白が標準であるが、停止の灯火の1つを赤にすることもある。
多くの国で、小さな灯列式信号機は入換信号機として使われ、主信号機には色灯式信号機を用いている。多くの路面電車でも灯列式信号機は用いられている。

#### 文字表示式進路表示器
文字表示式の進路表示器は、色灯式信号機の横や上、下などに設置され、あるいは地表の信号機に併設されて、進路の情報を表示するために用いられる。古いものでは文字や数字を背後からライトで照らすものを小さな箱に納めており、現代のものではLEDのドットマトリクス方式や光ファイバ式のディスプレイを使って文字や数字を表示している。例えば数字の"2"が表示されていれば、2番ホームに到着するということを示すような用途に使われている。
ペンシルバニア鉄道 (Pennsylvania Railroad) では、上動作式の腕木式信号機の腕の位置に対応して、灯火は横3列であった。3現示で不足する時は、複数の頭部を用いた。ペンシルバニア鉄道は、灯列式信号機を腕木式信号機を置き換えるために採用することを決めた。これは可動部の除去と共に、悪天候下でも見やすい強烈な琥珀色の光を使えることが理由であった。当初の灯列式信号機は腕木式信号機の非対称な腕の動作に由来して非対称な4列であったが、後に対称な3列に変更された。3列の信号機はフィラデルフィア (Philadelphia) とパオリ (Paoli) 間の本線に、1915年の電化と同時に導入された。初期の信号機は、後のものと比べて、灯火が墓石のような黒い金属の基盤の前に分離式で設置されていたという点が違っており、後に現代の基盤と灯火が一体化されたものになった。
ノーフォーク・アンド・ウェスタン鉄道 (Norfolk and Western Railway) でもペンシルバニア鉄道と同じ方式の灯列式信号機が導入された。これはペンシルバニア鉄道が33%の株を持っていたことと関係する。さらにロングアイランド鉄道 (Long Island Rail Road) もペンシルバニア鉄道に完全に買収された後灯列式信号機を導入した。ペンシルバニア鉄道のペン・セントラル・トランスポーテーション (Penn Central Transportation) への合併後、停止信号の視認性改善のために全て琥珀色の灯列式信号機は赤いレンズのものに置き換えられた。ノーフォーク・アンド・ウェスタン鉄道でも1950年代から置き換え始め、アムトラックは引き継いだ灯列式信号機を1980年代から全て色灯式へ更新する工事を始めている。

### 色灯灯列式信号機
色と配列の両方を組み合わせた信号システムは、1920年代にボルチモア・アンド・オハイオ鉄道 (Baltimore and Ohio Railroad) によって開発され、後に傘下に入ったシカゴ・アンド・アルトン鉄道 (Chicago and Alton Railroad) でも導入された。このシステムは当初、その当時ボルチモア・アンド・オハイオ鉄道の子会社で、後にメトロポリタン・トランスポーテーション・オーソリティ (MTA: Metropolitan Transportation Authority) により運営される高速通勤路線となったスタテンアイランド鉄道 (Staten Island Railroad) で試験的に導入された。CPL (Colour Position Lights) と呼ばれるこのシステムは、中央に円形の頭部があり、腕木式信号機の腕の位置を模擬した2つの色灯の組み合わせが点灯する。緑が縦位置、黄が右上がりの斜め位置、赤が横位置に点灯する（英語版のCSXトランスポーテーションでの使用例の写真を参照）。右下がりの斜め方向に白の点灯ができるものもある。この円形の頭部の周りに、最大6つのorbitalと呼ばれる灯火が、時計でいう、12時方向、2時方向、4時方向、6時方向、8時方向、10時方向に配置されている。メインの色灯配列は閉塞の開通状況を示し、緑が2セクション（もしくはそれ以上）、黄は1セクションの開通を示し、赤か白は開通区間なしを示す。orbitalは許容速度を示し、12時の位置の点灯が認可最高速度、順に速度が制限されて消灯が最減速を表す。
このシステムは、北アメリカでもっとも理論的に信頼できる信号システムである。北アメリカで赤の灯火を停止現示に使っているのはこのシステムだけである。また、地上に設置する（入換信号機のような）信号機と、主信号機とで同じ現示方式を使用している唯一のシステムでもある。明確さと視認性の高さという利点があるものの、設置とメンテナンスに多額のコストが掛かるため、他の鉄道会社には普及せず、CSXトランスポーテーション (CSX Transportation) も1990年代から徐々に色灯式信号機への置き換えを進めている。しかしながら2006年現在でもCSXの亜幹線ではまだまとまった数のこの方式の信号機を見ることができる。2005年にスタテンアイランド鉄道が信号システムを更新した時には、MTAはこのシステムを更新して利用し続けることを決めている。
ノーフォーク・アンド・ウェスタン鉄道とアムトラックでは、全て琥珀色の灯列信号機から色灯式信号機に置き換えたものを使っている。このシステムはアムトラックではPosition Colour Lightと呼ばれているが、ボルチモア・アンド・オハイオ鉄道のCPLと混同されるべきではなく、色灯化された配列信号機 (colourized position light) とでも呼ばれるべきものである。

## 信号機の設置

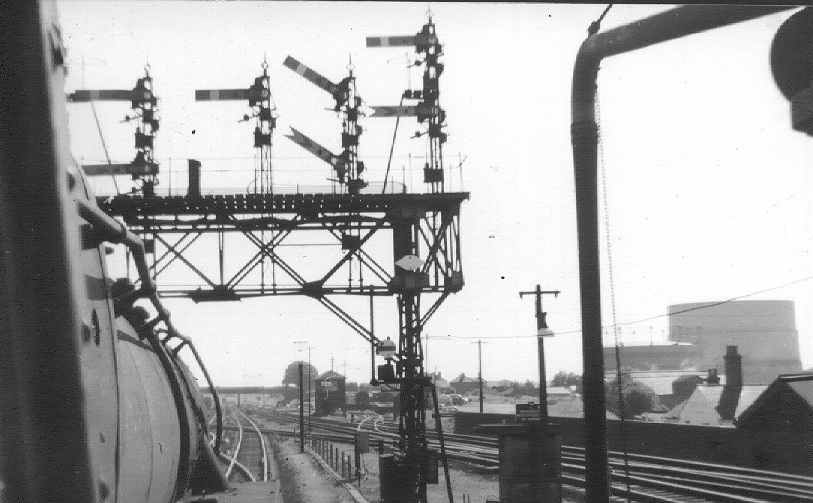
蒸気機関車の運転台から見た、イギリスの腕木式信号機の門形支持物

路側の信号機は、対応する線路のそばに適切に設置される必要がある。

### 信号柱設置
単線区間では通常、信号柱を立ててその上に腕木式信号機または色灯式信号機の頭部を設置する。これは遠距離からでも視認しやすいようにするためである。信号機は通常、線路の運転士が乗務する側に立てる。

### 門形支持物設置
複数の線路が並走していたり、信号柱を立てるスペースがなかったりする場合には、信号柱以外の形態が検討される。複線区間では、1つの信号柱にブラケットを取り付けて2つの信号機を設置する場合があり、この場合左側の信号機が左側の線路に、右側の信号機が右側の線路に対応している。より多数の線路がある場合は門形支持物と呼ばれる、線路を横断するように設置されたビームに設置される形態が用いられる。信号機は、対応する線路の上に位置するビームに設置される。

### 地上設置

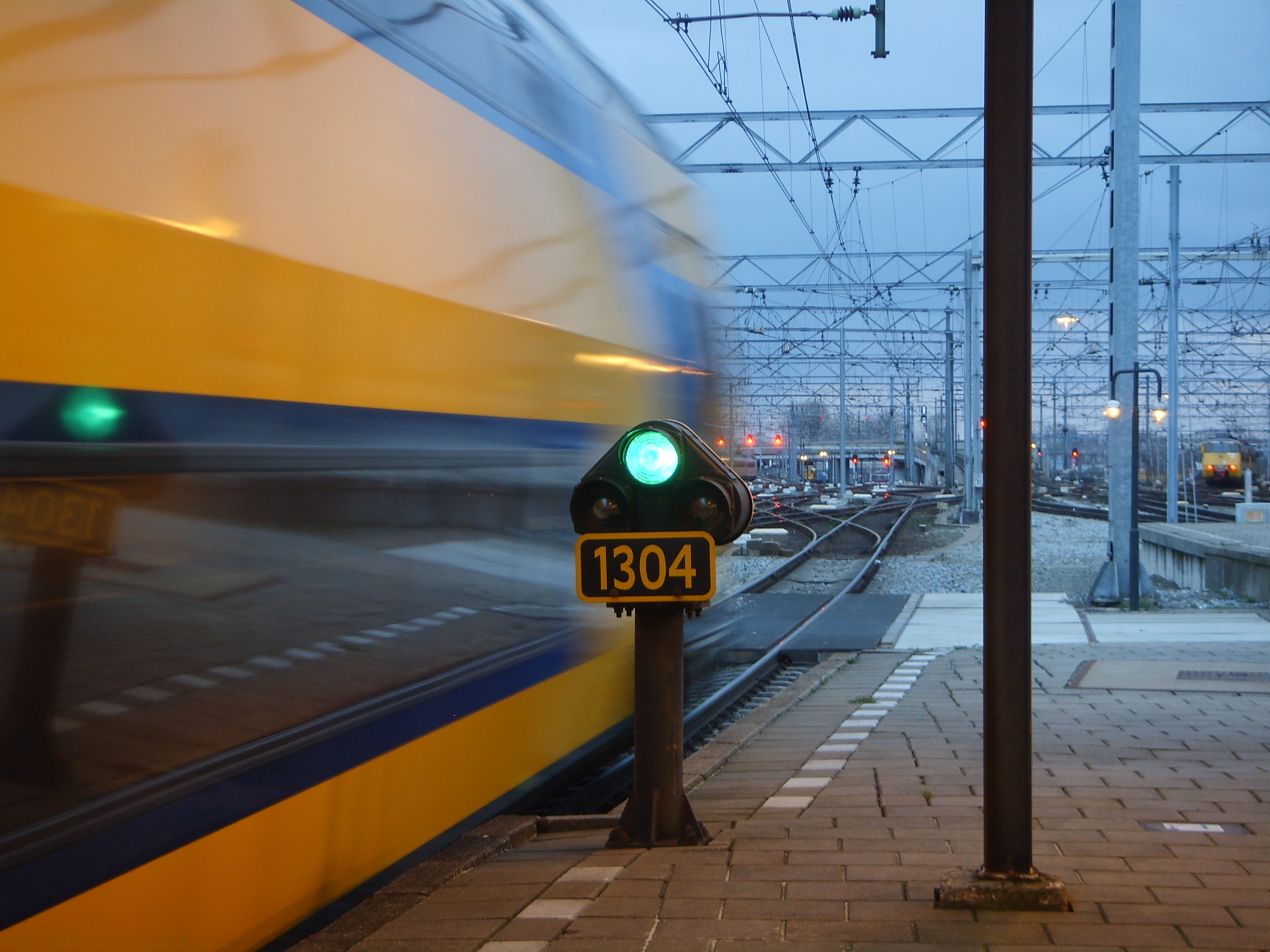
オランダ、ユトレヒト中央駅の地上設置信号機

信号柱や門形支持物を設置するスペースのない場合には、信号機を地上に設置する場合がある。そのような信号機は通常より小さく作られていることがある（dwarf signalと呼ばれる）。地下鉄ではスペース上の問題によりこの形式がよく用いられる。

### その他
場合によっては、それ以外の構造物に信号機を取り付けることがある。例えば、線路脇の擁壁や線路を横断する橋の一部、ホームの屋根、電化区間では電化用のビームなどに取り付けられる。

## 信号機の制御と運用
当初は、信号機は単純に進行と停止の指示をしていた。交通量が増加するにつれて、これだけでは不十分となり、様々な改善が加えられた。改善の一例としては、中継信号機の導入が挙げられる。中継信号機は、その先の信号機で止まる必要があるかどうか、運転士にあらかじめ伝達する。列車は停止信号が見えるようになった時点ではもう信号機までに止まることができる距離を過ぎていることが多いので、中継信号機を導入することにより高速化が可能となった。
信号機は当初、それぞれに直接接続されたてこで制御されていた。後にてこは集約されてワイヤやリンク機構により制御するようになった。この信号てこは信号扱所と呼ばれる場所に集約されることが普通で、機械的な連動装置により開通している分岐器と矛盾する信号現示が行われることを防ぐ仕組みも用いられるようになった。後に自動信号が導入されると、軌道回路を設置して列車の在線を検知し、それによって自動的に信号現示を変化させるようになった。
イギリスの高速鉄道線では、4現示信号機を使うことが標準である。停止現示 (danger aspect)（赤）の1つ手前の信号機は注意現示 (caution aspect)（黄1つ）であり、さらにその手前の信号機は予備注意現示 (preliminary caution aspect)（黄2つ）となっている。
停止現示の信号機を冒進する（SPAD: signal passed at dangerと呼ばれる）危険は常に存在するため、イギリスでは現在2種類の自動列車保安装置が使用されている。AWS (automatic warning system) は電磁石と永久磁石の組み合わせで動くシステムで、信号機の外方200ヤード付近に設置され、電磁石には信号機が進行現示の時だけ電圧が加圧され、それ以外の信号現示であったり信号が故障していたりする時は電圧は加圧されない。車上装置は磁石を検出すると、進行現示の時にはベル（または相当の電子音）を鳴らし、それ以外の現示の時にはクラクション（または相当の電子音）が鳴らされて、数秒以内に運転士がAWSリセットボタンを押さなければ自動的に非常ブレーキが作動する。
TPWSは、合流点や終端点、恒常的な速度制限を防護するために使用されるシステムである。2つの地上子を軌道内に設置し、最初の地上子が車上子に起動の信号を送り、2番目の地上子が車上子にトリガを送る。TPWS車上子は、起動の信号からトリガまで一定時間が経過していなければ、非常ブレーキを作動させる。TPWSの起動とトリガの地上子はしばしば同じ場所に設置して、合流点への信号冒進などを非常停止させるためにも用いられている。また、停止現示の信号機に接近する時点で、一定の距離で20マイル毎時の速度制限を掛け、さらに信号機のところで非常ブレーキを動作させるためにも用いられる。

## 車内信号方式
車両によっては車内信号装置を備えている。この方式では、車上の装置にライトを点灯させて信号現示を示す。車内信号装置のみを使用している路線もあれば、路側信号機の補完として車内信号装置を使用しているところもある。車内信号装置は現在在線している閉塞区間の状況を表示する場合と、次の閉塞区間の状況を表示する場合がある。高速鉄道路線では特に車内信号方式が有効である。地上信号機のない区間では、閉塞区間の境界を示すために標識が設置されることがある。

## 歴史

### 信号機の発明以前
1830年にリバプール・アンド・マンチェスター鉄道が世界で初めての実用的な鉄道として開通した時には、まだ信号機は備えられていなかった。鉄道は、馬車の馬を蒸気機関車に置き換えられたものとして捉えられており、馬車の延長でしか考えられていなかったからである。蒸気機関車の機関士は、自分の注意力だけに頼って列車を運転していた。
鉄道網が伸び列車の高速化が進むと、単に注意力だけに頼っていては列車の安全を確保することができなくなってきた。このため、警察官出身者を雇って駅構内や線路敷地内の警備に当たらせるとともに、列車に対して手信号で指示を伝えるようになった。当初は列車を止める必要がある時にだけ身振りで情報を伝えていたが、やがて明示的に進行と停止を表す動作が制定されて用いられるようになった。この係員はポリスメン (policemen) やオフィサー (officer) などと呼ばれていた。
その後、先行列車への追突を防止するために、時隔法の考えが登場した。線路沿いに一定間隔でオフィサーが配置され、列車が自分の配置位置を通過してからの時間を計測する。先行列車が通過してからあまりに短い時間間隔で続行列車が通過しようとすると、手信号で続行列車に停止や徐行を指示することで、先行列車との間隔を空けることになっていた。さらに手旗を用いるように改善され、夜間はランプを用いて合図するようになった。当時はまだ時計も一般に普及していなかったので砂時計を用いて間隔を計測していた。多くの鉄道では先行列車通過後5分間は続行列車に停止の指示を、さらに5分間は徐行の指示を送り、10分を過ぎると進行の指示を出すようにしていた。
この方式では、先行列車がオフィサーの配置されている場所の中間に故障などで停車してしまうと、たとえ十分な時間間隔をおいて続行列車が進入してきたとしても追突の危険が発生する。本来は、次のオフィサーの配置位置を先行列車が通過したことを確認してから続行列車に対して進入を許可すべきであるが、電信や電話などの列車より高速に情報を伝達できる手段はまだ発明されていなかったため、このような方策が採られることになった。

### 信号機の発明

方形板信号機

ボール信号機

オフィサーは、鉄道敷地内の治安維持の仕事もあり、常時持ち場に付いていられるわけではなかった。このため、オフィサーの配置位置に列車が近づくと、機関士はオフィサーがどこにいるかを探して手信号を読み取らなければならなかった。これらの問題を解消するために、1834年にリバプール・アンド・マンチェスター鉄道で初めての鉄道信号機が登場した。これは、時隔法においてオフィサーが行う手信号の代わりをするものであった。赤い方形の板が棒の先に取り付けられており、列車に対して正対する方向に向けられている時が停止、線路に並行に向けられて列車から赤い板が見えない状態になっている時が進行であった。オフィサーは、先行列車が通過してから5分間はこの信号機を列車に正対する向きにしておき、それを過ぎると線路に並行に向けることで、常時オフィサーが線路脇に立っていなくても先行列車との時間間隔を伝達できるようになった。
グレート・ウェスタン鉄道では1837年にボール信号機を導入した。これは赤いボールをワイヤーで柱の上から吊るし、操作ハンドルを回してその位置を操作するものである。ボールを高い位置に上げている時が進行で、地上に降ろしている時が停止である。ボールが高い位置にある状態をハイボールと称し、鉄道係員の間では「（出発）進行」「さぁ行こう」といった意味を表す言葉となった。またアルコール飲料のハイボールの語源になったとも言われている。
アメリカでは、さらにこの信号機の動作状況を隣の駅から望遠鏡を使って監視し、電気通信によらずに先行列車の通過状況を確認して列車間隔を確保する方式に発展した。これは自動信号が登場する前の時点では画期的なアイデアであった。
グレート・ウェスタン鉄道ではさらに1840年11月に円板方形板信号機を導入した。これは方形板信号機が停止指示の時にだけ赤い板が見える仕組みであったものに対して、進行をも明示的に表示できるように改良したもので、進行の時に白い円板が、停止の時に黒い方形板が、それぞれ列車に対して正対するように向けられた。後に白は背景と見間違いやすいため赤に変えられた。方形板信号機では赤い板を見落とすと信号無視になってしまうが、円板方形板信号機では、赤い円板を明確に見つけなければ進行できないことになったので、より安全になった。これにより、信号機の指示が見えない時は停止という、現在の鉄道信号機でも用いられている考えが初めて適用されるようになった。この信号機は、ブリストル・ポート鉄道では1907年まで用いられていた記録がある。

### 腕木式信号機の登場

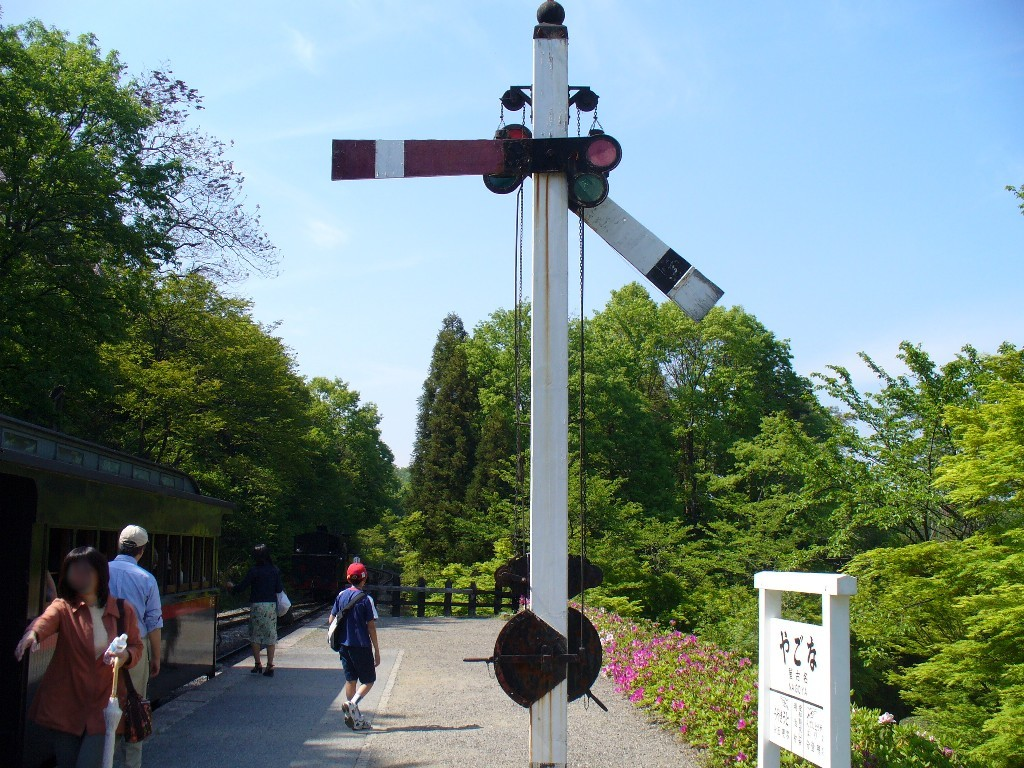
博物館明治村の両腕信号機

腕木式信号機は、18世紀末から遠距離通信の手段として用いられるようになっていた腕木通信にヒントを得て、長方形の着色した板を用いて現示を表すものとして1841年に登場した。まずロンドン・アンド・クロイドン鉄道のニュー・クロス駅に設置され、1842年にはロンドン・アンド・ブライトン鉄道でも普及した。
当初は、腕木は信号柱の中に収納することができるようになっており、その状態が進行で、直角に腕木を出している状態が停止現示であった。しかし、進行現示であることを明確に示す必要があったことや着雪などで収納できない事由が発生したことから、後に斜め45度が進行に改められた。また夜間の灯火は、当初は白で進行を表していたが、停止の赤のレンズが破損した時に白になってしまうことや、沿線の民家などの灯りを誤認してしまうことから、緑が用いられるようになった。
ロンドン・アンド・クロイドン鉄道では、当時の能力の低かったブレーキ力を補うために1846年に遠方信号機を導入した。これは駅の本来の信号機より手前にもう1つの信号機を設置して、本来の信号機を中継するものであった。当初は遠方信号機が注意現示の時には一旦停止し、徐行して本信号機の位置まで前進していたが、後に徐行して通過に改められた。グレート・ウェスタン鉄道でも1852年に円板方形板信号機を遠方信号機として導入した。これは、本信号機の腕木式信号機と明確に区別できるようにしたためである。しかし、やがて腕木式信号機の腕木末端を魚尾形にしたりV字形にしたりといった形で、遠方信号機と本来の信号機を区別するようになっていった。
当初は信号機は駅の停止位置に設置されているわけではなく、プラットホームの中央付近に信号柱を立てて、それに双方向の腕木を取り付けており、両腕信号機と呼ばれていた。機関士は隣接線路に支障しない位置であれば、任意の位置に列車を止めることができた。現在でも博物館明治村に両腕信号機が保存されている。

### 電信の利用
1830年代から電信技術が発達し、次第に実用的な長距離通信手段として利用できるようになりつつあった。1841年6月30日に完成したグレート・ウェスタン鉄道のボックス・トンネルでは、上り勾配のため追突事故が多発し、これに対処するために1847年12月1日から電信を利用し始めた。トンネルの両側にオフィサーを配置し、列車がトンネルに進入すると入口の円板方形板信号機を停止現示に変え、出口のオフィサーから列車がトンネルを通過したことを電信で連絡を受けて再び進行現示に変えていた。これにより、列車間隔を時間ではなく距離で確保することができるようになった。
1851年からはサウス・イースタン鉄道のロンドン - ドーバー間で電信による閉塞が登場した。これにより鉄道の安全は大幅に向上したが、信号機の操作は依然として手動であったので、信号扱い手がミスをすると事故の原因となった。

### 自動信号機
現代の鉄道信号機の多くは、自動信号機となっている。これは閉塞や連動装置、列車の現在位置などの状況に応じて人間の手を介さずに自動的に信号現示を表示できるもので、これによって格段に安全性が向上している。

## 鉄道信号メーカー
- アルストム
  - ゼネラル・レールウェイ・シグナル
- ボンバルディア・トランスポーテーション
- GEトランスポーテーション・システム
- ユニオン・スイッチ・アンド・シグナル